# Інтимні стосунки
Інтимні стосунки (англ. intimate relationship) — міжособистісні стосунки, які передбачають фізичну та емоційну близькість. 
Емоційна близькість включає почуття симпатії або любові до одного або кількох людей і може призводити до фізичної близькості. Фізична близькість характеризується романтичним коханням, сексуальною активністю або іншою пристрасною прихильністю. Ці відносини відіграють центральну роль у загальному людському досвіді. Люди мають загальне бажання належати один одному та любити взаємно, що зазвичай задовольняється в інтимних стосунках. Такі стосунки дозволяють через соціальну комунікацію людей формувати сильні емоційні прихильності.

## Інтимність
Інтимність передбачає відчуття тісного особистого спілкування та приналежності один до одного. Це знайомий і дуже тісний афективний зв'язок з іншим (іншою) як результат зв'язку, який формується через знання та досвід. Справжня близькість у людських стосунках вимагає діалогу, прозорості, вразливості та взаємності. Далтон (1959) обговорював, як антропологи та етнографічні дослідники отримують доступ до «внутрішньої інформації» зсередини певного культурного середовища шляхом створення мереж близьких людей, здатних (і бажаючих) надавати інформацію, яку неможливо отримати через офіційні канали.
У людських стосунках значення та рівень інтимності варіюється як у середині відносин, так і між стосунками. У антропологічних дослідженнях інтимність вважається продуктом успішного спокушання, процесу налагодження взаєморозуміння, який дає змогу сторонам впевнено розкривати раніше приховані думки та почуття. Інтимні розмови стають основою «довіри» (таємного знання), які сполучають людей.
Підтримка близькості протягом тривалого часу передбачає добре розвинену емоційну та міжособистісну свідомість. Інтимність передбачає здатність бути як окремо, так і разом з учасником (учасницею) інтимних стосунків. Мюрей Боуен назвав це «самодиференціацією», що призводить до зв'язку, в якому існує емоційний діапазон, що включає як сильний конфлікт, так й інтенсивну лояльність. Відсутність здатності відрізнити себе від інших є формою симбіозу, стану, який відрізняється від близькості, навіть якщо почуття близькості схожі.
Інтимна поведінка об'єднує членів сім'ї та близьких друзів, а також закоханих. Воно розвивається через взаємне саморозкриття та відвертість. Погані навички розвитку близькості можуть призвести до занадто швидкого зближення; намагання знайти межу та підтримувати зв'язок; намагання бути «поганим кваліфікованим товаришем», спроби відмовитися від саморозкриття або навіть відкинути дружбу та тих, хто її потребує. Психологічні наслідки проблем з інтимом виявляються у дорослих, які відчувають труднощі у створенні та підтримці інтимних стосунків. Люди часто відчувають людську обмеженість своїх партнерів і відчувають страх перед несприятливими наслідками порушених інтимних стосунків. Дослідження показали, що страх стати близькими негативно пов'язаний з втратою особистого комфорту при емоційній близькості та задоволеності стосунками, а також позитивно пов'язаний із самотністю та особистісною тривожністю.
Модель взаємозалежності Левінгера і Снука поділяє розвиток інтимних стосунків на чотири етапи:
- Перший — нульовий етап контакту, на якому немає контакту між двома сторонами відносин;
- другий етап — усвідомлення, тобто сторони не мають жодного поверхневого чи глибокого контакту один з одним, а лише знають один одного;
- третій етап — поверхневий контакт, при якому обидві сторони знають один одного і мали поверхневий контакт;
- четверта стадія — співіснування (взаємність) відноситься до сильного посилення взаємної залежності, а також до глибокого контакту[12].

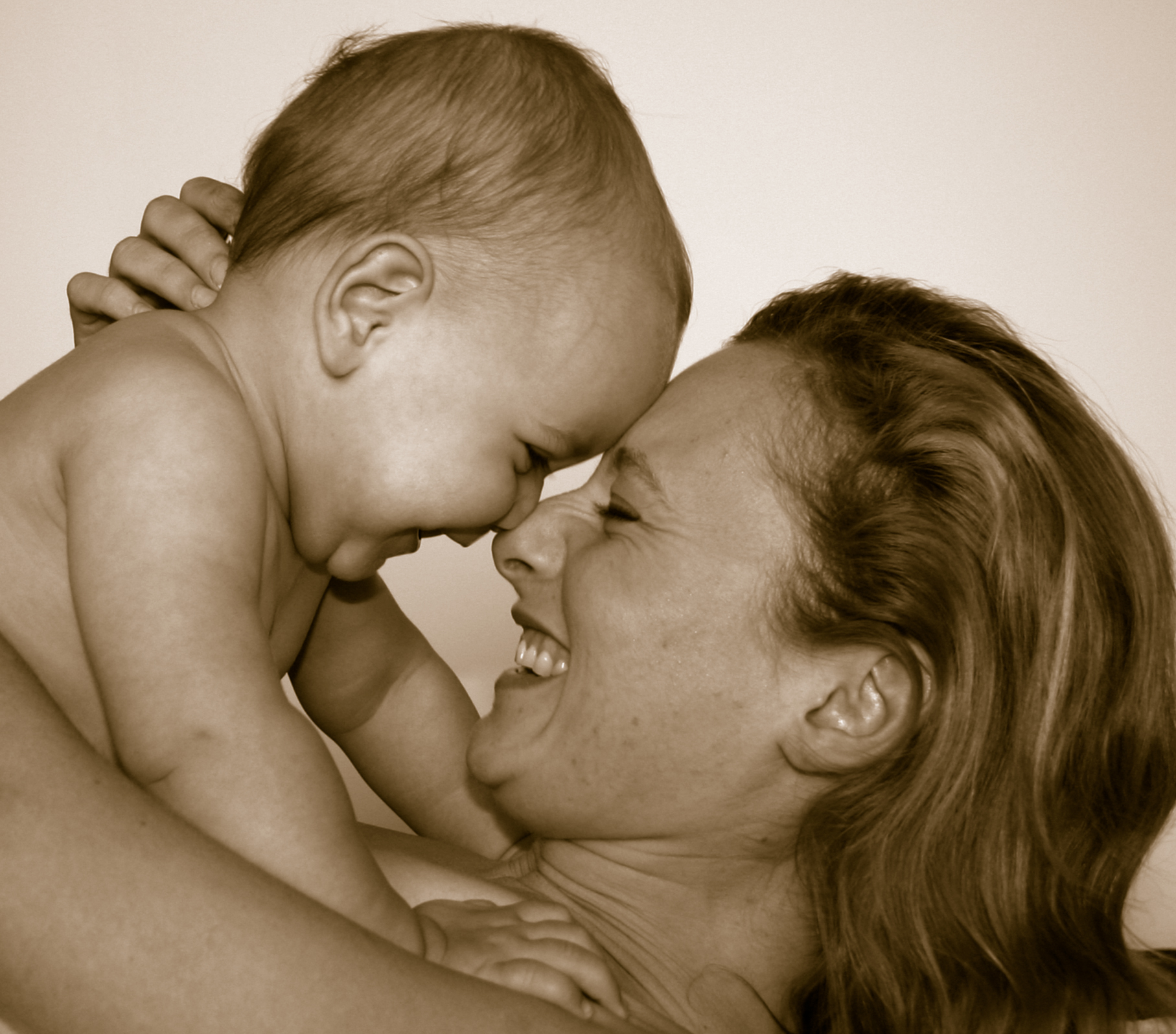
Зв'язок між матір'ю і дитиною

Вчені розрізняють різні форми близькості, включаючи фізичну, емоційну, когнітивну або духовну близькість.
- Фізична близькість може включати перебування в чийомусь особистому просторі, тримання за руки, обійми, поцілунки, любовні пестощі чи іншу сексуальну активність.
- Емоційна близькість, особливо в сексуальних стосунках, зазвичай розвивається після досягнення певного рівня довіри та встановлення особистих зв'язків[5]. Емоційний зв'язок з-за «закохування», однак, має і біохімічне вимірювання, що виникає в наслідку реакцій в організмі, коли відбувається стимулювання статевим потягом (фенілетиламін)[15], і — соціальний аспект, що виникає в «розмові», яка випливає з регулярної фізичної близькості або статевого союзу[16]. Любов є важливим фактором емоційної близькості. Вона якісно і кількісно відрізняється від симпатії, і відрізняється вона не лише наявністю чи відсутністю сексуального потягу. У стосунках є три види: пристрасне кохання, дружнє кохання та жертовна любов. Жертовна любов виражається підкоренням індивідуальної волі заради стосунків. Любов до товаришів включає в себе зниження сильного почуття прихильності (зменшення відчуття прив'язаності), справжнього та довготривалого зв'язку, відчуття взаємної прихильності, глибокого почуття взаємної турботи, почуття гордості за досягнення партнера та задоволення, яке приходить від досягнення спільних цілей і дотримання спільної точки зору. А пристрасне кохання відзначається закоханістю, сильною заклопотаністю партнером, переживанням екстазу та почуттям захвату, які виникають від возз'єднання з партнером[17].
- Когнітивна або інтелектуальна близькість виникає тоді, коли двоє людей обмінюються думками, діляться ідеями та насолоджуються схожістю та відмінністю їхніх поглядів[14][18].
- Духовна близькість передбачає приєднання до духовності[14].

### Теорія трикутника
На думку Роберта Дж. Штернберга, професора розвитку людського потенціалу (Корнельський університет):

Інтимність (англ. intimacy) — це відчуття близькості, прихильності та єднання у відносинах. Це слово використовується, щоб описати відчуття тепла у відносинах.

Відповідно до розробленої ним «трикутної теорії кохання», для виникнення/існування інтимних стосунків необхідні три умови:
інтимність
як відчуття близькості, прихильності та єднання у кохаючих відносинах.
пристрасть
що створює фізичне тяжіння, стійку статеву привабливість і вводить у психологічний стан, при якому людина готова демонструвати свої романтичні почуття (для романтичного партнерства) і готова спокушати і бути спокушеною;
рішення та прийняття зобов'язань
продовжувати кохати і зберегти це своє кохання шляхом підтримки з предметом свого кохання довгострокових близьких відносин. У цьому друге (прийняття зобов'язань, чи відчуття відданості партнерові) може мати місце, тобто людина може визнати своє кохання й ухвалити рішення продовжити любити, але заодно не відчувати необхідності брати на себе довгострокові обов'язки.

## Дослідження

### Емпіричне дослідження
Використання емпіричних досліджень у 1898 р. стало великою революцією в соціальному аналізі. Дослідження, проведене Монро, вивчало риси та звички дітей у виборі друга (подруги). Атрибутами, включеними до дослідження, були доброта, життєрадісність і чесність. Монро попросила 2336 дітей віком від 7 до 16 років визначити, «який приятель тобі подобається найбільше?» Результати дослідження показали, що діти віддавали перевагу товаришам їхнього віку, тієї ж статі, такого ж фізичного розміру, друзям зі світлими рисами обличчя (волосся та очей), друзям, які не вступали в конфлікти, тим, хто був добрий до тварин і людей і, нарешті, друзям, які були чесними. Дві характеристики, які діти назвали найменш важливими, включали заможність та релігійність.
Дослідження Монро було першим, що відзначило значний зсув у вивченні інтимних стосунків від аналізу, який був переважно філософським, до аналізу з емпіричною достовірністю. Вважається, що це дослідження нарешті поклало початок науки про відносини. Після дослідження Монро було проведено дуже мало подібних досліджень. У 1930-х роках було проведено обмежену кількість досліджень про дружбу, залицяння, шлюби, сім'ї, дітей, але до або під час Другої світової війни було проведено мало досліджень. Інтимні стосунки знову стали предметом дослідження до 1960-х і 1970-х років, коли було опубліковано величезну кількість досліджень стосунків.

### Інші дослідження

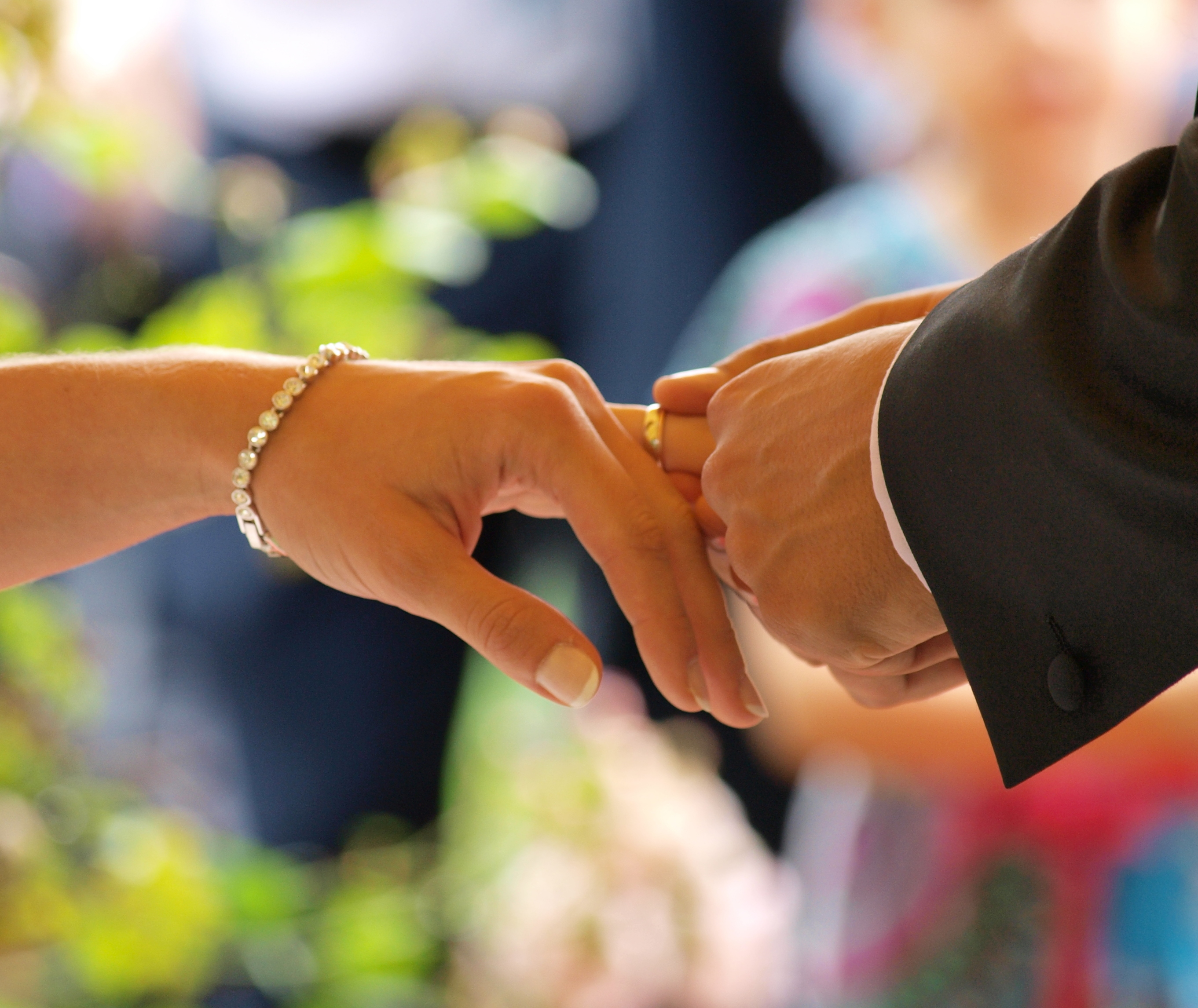
Особисті інтимні стосунки часто увінчуються шлюбом.

У дослідженні інтимних стосунків використовуються учасники з різних груп і розглядаються різноманітні теми, які включають сімейні стосунки, дружбу та романтичні стосунки (романтичне партнерство), як правило, протягом тривалого періоду. Сучасне дослідження включає як позитивні, так і негативні або неприємні аспекти відносин.
Дослідження, проведене Джоном Готманом (2010) та його колегами, передбачало запрошення подружніх пар у приємну обстановку, в якій вони звертали увагу на розбіжності, які спричинили їхню останню суперечку. Хоча учасники усвідомлювали, що їх записують на відео, незабаром вони настільки поглинені були власною взаємодією, що забули, що їх записують. За допомогою посекундного аналізу реакцій, що спостерігалися, а також емоцій, Готман зміг передбачити з точністю до 93 % характер стосунків пар.
Тері Орбух і Джозеф Вероф (2002) протягом тривалого періоду спостерігали за молодятами за допомогою самозвітів (поздовжнє дослідження). Учасники зобов'язані були надати розширені звіти про характер і статус їхніх стосунків. Хоча багато шлюбів закінчилися з початку дослідження, цей тип дослідження стосунків дозволяв дослідникам відстежувати шлюби від початку до кінця, проводячи подальші інтерв'ю з учасниками, щоби визначити, які фактори пов'язані з тривалими шлюбами та що було з тими, що не були тривалими. Хоча галузь науки про відносини ще відносно молода, дослідження, проведені дослідниками з багатьох різних дисциплін, продовжують розширювати сферу знань.
Докази також вказують на роль шерегу контекстуальних факторів, які можуть впливати на інтимні стосунки. У нещодавньому дослідженні впливу урагану «Катріна» на подружні та партнерські стосунки дослідники виявили, що, хоча багато хто повідомляв про негативні зміни у їхніх стосунках, у деяких відбулися позитивні зміни. Точніше, поява урагану «Катріна» призвела до низки екологічних факторів (наприклад, безробіття, тривалої розлуки), які негативно вплинули на інтимні стосунки багатьох пар, хоча стосунки інших пар зміцнилися в результаті нових можливостей працевлаштування, більшого відчуття перспективи з вищим рівнем спілкування та підтримки. У результаті цього зрозуміли, що фактори навколишнього середовища впливають на міцність інтимних стосунків.
У 2013 р. дослідницька група з Північно-Західного університету узагальнила дослідницький матеріал, виявивши, що «взаємність негативного впливу» — репресивний негатив між партнерами під час конфлікту — є, можливо, найнадійнішим провісником поганої якості шлюбу. Однак цю деградацію змогли вони пом'якшили (згідно з їхньою вибіркою зі 120 гетеросексуальних пар у м. Чикаго), відпрацюванням письмового завдання повторної оцінки кожні чотири місяці.
Одне дослідження припускало, що сімейні пари, які жили разом з іншими тривалий час, могли підхопити нездорову поведінку інших, їх шкідливі звички. У дослідженні повідомлялося про три чіткі висновки, які показали, як шкідливі звички пропагуються в довготривалих інтимних стосунках: через прямий поганий вплив одного партнера на іншого, через синхронність звичок щодо здоров'я та через уявлення про особисту відповідальність.
Деякі дослідження показували, що гей-порнографія могла використовуватися чоловіками, які мали статеві стосунки з чоловіками, як джерело інформації про інтим та використовувалася як засіб для мастурбації. Дослідження 2020 р. показало, що гей-порнографія зображує як фізичну (поцілунки, обійми, дотики до геніталій до і після сексу), так і вербальну близькість (компліменти, особисте розкриття та вияви турботи). Більшість форм їх фізичної та словесної близькості виявлялася до або під час сексу, причому їх інтимність найменше проявлялася після сексу.

## Історія

### Стародавня філософія Аристотеля
Понад 2300 років тому Аристотель розглядав міжособистісні стосунки. Він писав: «Одна людина є другом для іншої, якщо вона дружелюбна до іншої, а інша дружелюбна до неї у відповідь» (Аристотель, 330 р. до н. е., переклад 1991 р., стор. 72–73). Аристотель вважав, що люди за своєю природою є соціальними істотами. Аристотель також припустив, що відносини людей ґрунтуються на трьох різних ідеях: корисності, задоволення та чесноти. Людей приваблюють стосунки, які дають користь через допомогу та відчуття приналежності, які вони надають. У стосунках, заснованих на задоволенні, людей приваблює відчуття приємності, коли сторони взаємодіють. Однак стосунки, засновані на корисності та задоволенні, вказано, були недовгими, якщо вигоди, надані одним із партнерів, не були взаємними. А відносини, засновані на чеснотах, будуються на потягу до доброчесного характеру інших.
Аристотель також припустив, що стосунки, засновані на чесноті, будуть найтривалішими і що стосунки, засновані на чеснотах, були єдиним типом стосунків, у яких кожен партнер подобався сам по собі. Філософський аналіз, який використовував Аристотель, домінував у аналізі інтимних стосунків до кінця 1880-х років.

### Християнство
Моногамія існувала до виникнення християнства, і вона отримала сильну моральну підтримку від цієї релігії як зразок інтимних стосунків у західному світі. Про християнський шлюб зустрічаються згадки в Євангелії (наприклад, Ів. 2:1-12). Під впливом Августина шлюб став Таїнством. У своєму трактаті «лат. De bono coniugali» (Подружнє благо), написаному близько 400 р., Августин визначив мету шлюбу не лише як продовження роду, але й як «дружнє спілкування» чоловіка й жінки, тобто їх взаємна довіра та вірність один одному. Він цінував це настільки високо, що вважав шлюб нерозривним. Заборони на розлучення дотримується більшість християнських церков і, зокрема, шлюбний закон Католицької Церкви, що був заснований в Євангелії. У середньовіччі, незважаючи на ідею шлюбу як форму життя за волею Бога, самітні теологи розвивали думку про целібат як вищий інститут.

### 1880-1900-ті роки
Сучасна психологія та соціологія почали виникати наприкінці XIX століття. Протягом цього часу теоретики часто включали відносини в свої поточні області досліджень і почали розробляти нові основи, які мали значення щодо аналізу інтимних стосунків. Фрейд писав про стосунки між батьками та дітьми та їх вплив на розвиток особистості. Аналіз Фрейда припускав, що дитячий досвід у людей передається у дорослі стосунки за допомогою почуттів і очікувань. Фрейд також висунув ідею, що люди зазвичай шукають подружніх партнерів, подібних до їхніх батьків протилежної статі.
У 1891 р. Вільям Джеймс писав, що концепція-Я у людини визначається взаєминами, які вона переживає з іншими. У 1897 році інтерес Еміля Дюркгейма до соціальної організації призвів до вивчення соціальної ізоляції та відчуження. Це було впливовим відкриттям інтимних стосунків, оскільки Дюркгейм стверджував, що соціальна ізоляція була ключовим фактором самогубства. Таке зосередження на темній стороні стосунків і негативних наслідках, пов'язаних із соціальною ізоляцією, Дюркгейм назвав аномією. Георг Зімель писав про «діади», або партнерства з двома людьми. Зімель припустив, що «діади» вимагають згоди та залучення обох партнерів для підтримки стосунків, але зауважив, що стосунки можуть бути розірвані з ініціативи лише одного партнера. Хоча згадані вище теоретики шукали підтримки для своїх теорій, їхній основний внесок у вивчення інтимних стосунків був концептуальним, а не емпірично обґрунтованим.

### 1960-1970-ті роки
У сфері соціальної психології відбулося важливе зрушення, що вплинуло на дослідження інтимних стосунків. До кінця 1950-х років більшість досліджень були неекспериментальними. До кінця 1960-х років більше половини опублікованих статтей включали певні експериментальні дослідження. 1960-ті були також часом, коли відбувся зсув у методології всередині самої психологічної дисципліни. Серед учасників були переважно студенти, експериментальні методи та дослідження яких застосовувалися в лабораторіях, а експериментальний метод був домінуючим методом у соціальній психології. Експериментальні маніпуляції в рамках дослідження інтимних стосунків продемонстрували, що відносини можна вивчати науково. Цей зсув привернув увагу вчених в інших наукових дисциплінах на людські відносини і призвів до того, що вивчення інтимних стосунків стало міжнародною дисципліною.

### 1980-2000-ті роки
На початку 1980-х була проведена перша конференція Міжнародної мережі особистих відносин (англ. INPR). У конференції брали участь близько 300 дослідників з усього світу. У березні 1984 р. вийшов перший журнал «Соціальні та особисті відносини». На початку 1990-х англ. INPR розділилося на дві групи; у квітні 2004 р. обидві організації знову об'єдналися і стали Міжнародною асоціацією досліджень відносин (англ. IARR).
Дональд Натансон, психіатр, який побудував своє дослідження людських взаємодій на основі роботи Сільвана Томкінса, стверджував, що інтимні стосунки між двома людьми найкращі, коли пара погоджується максимізувати позитивний вплив, мінімізувати негативний вплив і дозволяє собі вільне вираження афектів. Ці висновки були засновані на плані Томкінса щодо емоційного здоров'я, який також акцентував увагу на максимально можливому: Максимізації, мінімізації та вираженні.